# アヴド・スパヒッチ
アヴド・スパヒッチ（Avdo Spahić 、1997年2月12日 - ）は、ドイツ・ベルリン出身のプロサッカー選手。1.FCカイザースラウテルン所属。ポジションは、ゴールキーパー。